# أيه إس-202
الإقلاع أي.اس-202 بالإنجليزية AS-202(أو يسمى أحيانا SA-202) هو ثالث تجربة إقلاع غير مأهول لبرنامج أبولو طبقا لتخطيط ناسا.

## الاستعدادات
بعد مرور الاختبار أي.اس-201 بنجاح كان على الاختبار الحالي اختبار طيران مركبة الفضاء لمدة أطول يتم فيها اختبار صاروخ وحدة الخدمة بتشغيله وقفله عدة مرات. بالإضافة إلى ذلك أن تختبر كبسولة العودة من حيث مقاومتها لدرجة حرارة أعلى من السابقة خلال عودتها إلى ألأرض.
وكان ذلك هو أول اختبار لحاسوب كبسولة القيادة وعمل خلايا الوقود في مركبة الفضاء.
وصلت أجزاء الصاروخ عن طريق البحر: وصلت المرحلة الثانية من الصاروخ ي 29 يناير 1966، كما وصلت المرحلى الأولى من الصاروخ يوم 7 فبراير ثم وصلت مركبة الفضاء في 321 فبراير. وفي يوم 2 يوليو 1966 كان الصاروخ للتجربة أي.اس-202 منصوبا وجاهزا في كاب كانافيرال غلى المنصة رقم 34.

## الإقلاع
انقطع العد التنازلى أربعة مرات قبل أن يقلع أي.اس-202 يوم 25 أغسطس في تمام الساعة 17:15 حسب توقيت عالمي منسق. واشتعلت محركات لمرحلة الأولى لمدة 4 دقائق حيث وصل الصاروخ إلى ارتفاع 56 كيلومتر. وبدأت المرحلة الثانية واشتغلت لمدة 7 دقائق وانفصلت على ارتفاع 216 كيلومتر. وبعد وقت قصير اشتغل محرك أبولو بوحدة الخدمة Service Module لمدة 3 دقائق و35 ثانية حتي وصلت مركبة الفضاء إلى ارتفاع 1128 كيلومتر.
وبعد عدة دقائق اشعل محرك وحدة الخدمة (أبولو) ثلاثة مرات واحدة تلو الأخرى بغرض تجريبه على هذا الارتفاع. وقد رفع ذلك التشغيل سرعة المركبة إلى 9و8 كيلومتر في الثانية (أي نحو 30.000 كيلومتر/ساعة) وبعد ذلك انفصلت وحدة الخدمة Service Module عن مركبة القيادة Command Module (تسمى مركبة القيادة أحيانا كبسولة الفضاء أو كبسولة العودة). وبدأت عودة مركبة القيادة بالهبوط إلى ارتفاع 66 كيلومتر ثم ارتفعت إلى ارتفاع 81 كيلومتر ثم هبطت في المحيط الهادي.
هبطت أي.اس-202 في تمام الساعة 18:48 توقيت عالمي منسق بالمحيط الهادي ولكن هبوطها كان بعيدا عن الخطة بمسافة 370 كيلومتر، ووصلت طائرة إليها بعد 36 دقيقة. وكانت الكبسولة مؤمنة بواسطة عوامات وبقيت على ذلك نحو 8 ساعات إلى أن وصلتها السفينة الحربية الأمريكية هورنت USS Hornet لانتشالها من الماء.

## نتائج التجربة
تمت العناصر الرئيسية للتجربة بنجاح. وقد اعزي الانحراف في مكان الهبوط إلى زاوية دخول مجال الجو الأرضي بزاوية صغيرة. بالإضافة إلى خطأ في تقدير مقاومة الهواء لكبسولة الفضاء في السرعات الفائقة فوق الصوتية. ويبدو أن الاختبارات التي أجريت على الأرض في قناة الريح لم تكن كافية.

## اقرأ أيضا
- أبولو 8
- أبولو 10
- أبولو 11
- نيل أرمسترونج
- قائمة بعثات أبولو

## وصلات خارجية
- Postlaunch report for mission AS-202 (Apollo spacecraft 011) - Oct 1966 NASA (PDF format)
- http://nssdc.gsfc.nasa.gov/database/MasterCatalog?sc=APST202
- Moonport: A History of Apollo Launch Facilities and Operations http://www.hq.nasa.gov/office/pao/History/SP-4204/cover.html
- Chariots for Apollo: A History of Manned Lunar Spacecraft http://www.hq.nasa.gov/office/pao/History/SP-4205/cover.html
- AS-202 Press Kit: https://web.archive.org/web/20031205112335/http://www.apollosaturn.com/as202/as202con.htm